# Plethodontohyla tuberata
Plethodontohyla tuberata es una especie de anfibio de la familia de los Microhylidae.

## Distribución
Esta especie es endémica de Madagascar. Se encuentra en la zona central de la isla, donde se encuentra entre 1600 y 2400 m de altitud. Es posible sin embargo, encontrarla también en altitudes más bajas.

## Descripción
Plethodontohyla tuberata mide de 35 45mm. Su coloración dorsal es de color marrón con manchas marrones. Sus flancos están salpicados de manchas blancas o amarillas. El vientre es de color amarillento o crema con manchas redondas más acentuadas en la garganta de los machos. La piel de la espalda es granulosa.
Los huevos son de color amarillento y miden de 3 a 4.5mm, 10mm teniendo en cuenta la envoltura gelatinosa. Los renacuajos miden 17mm.